# Hypnoidus
Hypnoidus  (лат.) — род жуков-щелкунов подсемейства Hypnoidinae. В роде насчитывается свыше ста видов.

## Описание

### Имаго
Щелкуны мелких и средних размеров, обычно имеют одноцветную окраску. Тело плоское или слабовыпуклое. Клипеальная область очень узкая или разобщённая на второй части. Усики у самцов и самок пиловидные или же чётковидные начиная с четвёртого сегмента. Задние край проплевр с выемкой. Внешний край бедренных покрышек задних тазиков в пять-шесть раз уже внутреннего. Все лапки сегментов без лопастинок.

### Проволочники
Верхняя часть тела проволочников одноцветный, от жёлтого до тёмно-жёлтого. Ширина головы на одну треть больше длины. Голова слабо выпуклая, к переду суженная. Глаза имеются, иногда слабо выражены. Подбородок вытянутый и трапециевидный, с тремя-четырьмя парами щетинок, средние пары слабо развиты.

## Экология
Жуки гидрофильные, освоили луга, берега рек и водоёмов, а также высокогорья края снежников. Жуков обычно можно наблюдать на поверхности почвы, встретить под камнями и под подушками мхов и высокогорных растений. Проволочники развиваются в почве, полифаги, среди них есть и сельхозвредители.

## Систематика
Некоторые виды рода:
- Hypnoidus alticola Gurjeva, 1963 — Щелкун альпийский
- Hypnoidus balassogloi (Candeze, 1889) — Щелкун Балассогло
- Hypnoidus depressus (Gebler, 1847) — Щелкун вдавленный
- Hypnoidus frigidus (Kiesenwetter, 1858) — Щелкун высокогорный
- Hypnoidus gibbus (Gebler, 1847) — Щелкун горбатый
- Hypnoidus haplonotus (Reitter, 1910) — Щелкун обычный
- Hypnoidus hyperboreus (Gyllenhal, 1827) — Щелкун северный
- Hypnoidus riparius (Fabricius, 1792) — Щелкун береговой
- Hypnoidus rivularius (Gyllenhal, 1808) — Щелкун тундровый
- Hypnoidus saxatilis (Lewis, 1894) — Щелкун наскальный